# Grafschaft Virneburg
Die Grafschaft Virneburg war ein Territorium des Heiligen Römischen Reiches Deutscher Nation im Gebiet der Eifel im heutigen Rheinland-Pfalz.

## Geschichte
Die Geschichte der Grafschaft ist eng mit der der rheinischen Pfalzgrafen verbunden, die bis in das 13. Jahrhundert in der sogenannten Pellenz wichtige Herrschaftsrechte besaßen und die Grafschaft Virneburg als Lehen vergaben. Die Grafen von Virneburg erscheinen erstmals im 11. Jahrhundert als Zeugen in Urkunden. Zentrum der Grafschaft und Stammburg des Geschlechts war die gleichnamige Burg Virneburg.
1288 nahm Ruprecht II. als taktischer Oberbefehlshaber der Brabanter an der Schlacht von Worringen teil.
1306 kaufte Graf Ruprecht die Hälfte der Grafschaft Wied von Siegfried von Eppstein, der diese geerbt hatte. Der Anteil fiel bereits im 14. Jahrhundert an Wilhelm I. von Wied. Mit Heinrich II. von Köln und Heinrich III. von Mainz stellten die Virneburger im 14. Jahrhundert zwei Erzbischöfe.
Anfangs bestand eine Lehensgemeinschaft der Grafen von Virneburg mit den Grafen von Sponheim-Sayn. Gottfried II. von Sayn († 1327) und Johann III. von Sayn († 1359) wurden von König Ludwig dem Bayern in seiner Eigenschaft als Pfalzgraf bei Rhein mit Virneburg belehnt. Später waren die Grafen von Virneburg alleinige Lehensträger der Pfalzgrafen. Die weitere Geschichte der Grafschaft ist vom Kampf der Erzbischöfe von Köln und Trier mit den Pfalzgrafen und den Virneburgern um die Vorherrschaft in diesem Gebiet geprägt.
Im 14. Jahrhundert gingen viele Herrschaftsrechte an den Trierer Erzbischof Balduin von Luxemburg verloren. Er nutzte finanzielle Schwierigkeiten der Virneburger aus. 1419 heiratete Philipp von Virneburg Katharina von Saffenburg, womit Teile der Grafschaft Neuenahr und die Herrschaft Saffenburg an die Grafen von Virneburg gelangten.
Im Jahre 1445 erfolgte eine Teilung des väterlichen Erbes zwischen den Brüdern Ruprecht VI. und Wilhelm von Virneburg, bei dem die Grafschaft Virneburg an Ruprecht fiel. 1543/45 entband Pfalzgraf Friedrich II. die Virneburger von ihren Lehnspflichten wegen der Pellenz und wies sie an das Erzstift Trier. 1545 starben die Grafen von Virneburg mit dem Tod Kuno von Virneburgs aus. Die eigentlichen Erben waren die Grafen von Manderscheid. Jedoch ging ein großer Teil der Besitzungen verloren. 1554 gab Graf Dietrich V. von Manderscheid-Schleiden (1508–1560) Monreal und die große und kleine Pellenz an Trier ab und nahm das restliche Gebiet als trierisches Lehen.
Nach dem Tod des letzten männlichen Agnaten Dietrich VI. von Manderscheid-Schleiden-Kerpen (1538–1593) fiel das Virneburger Erbe an Löwenstein-Wertheim. Am 28. September 1615 schlossen die sechs Manderscheidischen Erben in der Stadt Luxemburg einen endgültigen Erbteilungs-Vertrag, bei dem das Los mit Schloss und Grafschaft Virneburg zunächst an Graf Karl von Manderscheid-Gerolstein (1574–1649) fiel, den Ehemann von Gräfin Anna Salome von Manderscheid-Schleiden-Virneburg (1578–1648), der das Los noch am selben Tag mit seiner Schwägerin Gräfin Elisabeth Amalie von Löwenstein-Wertheim (1569–1621), geborener Gräfin von Manderscheid-Schleiden-Blankenheim, gegen die Herrschaft Kronenburg eintauschte.
Bis Ende des 18. Jahrhunderts blieb die Grafschaft als Lehen des Kurfürstentums Trier im Besitz der Grafen von Löwenstein-Wertheim-Virneburg. Unter der Französischen Verwaltung wurde 1798 aus der Grafschaft der Kanton Virneburg gebildet, der zum Arrondissement Bonn im Département de Rhin-et-Moselle gehörte.

## Lage und Territorium
Die Besitzungen der Grafen von Virneburg bestanden aus einem Gebiet um die Burgen Virneburg und Monreal sowie zahlreichen anderen Lehen, wie etwa die Grafschaft Falkenstein, südlich von Mainz. Besonders wichtig waren die Pellenz-Gerichte. Sie bestanden aus der „großen Pellenz“, einem Gebiet um Mendig, und der „kleinen Pellenz“, einem Gebiet um Münstermaifeld. Zu den erweiterten Pellenzgerichten gehörten das Beltheimer Gericht, das Gericht Bubenheim und das Gericht Lonnig.
Ende des 18. Jahrhunderts gehörten zur Grafschaft Virneburg der Flecken Virneburg und die Ortschaften Anschau, Arbach, Baar (Ober-, Mittel- und Niederbaar), Bereborn, Ditscheid, Freilingen (heute Ortsteil von Baar), Hirten, Kolverath, Lind, Lirstal, Luxem, Mannebach, Mimbach (heute Ortsteil von Anschau), Münk, Nachtsheim, Niederelz (heute Ortsteil von Weiler), Nitz, Oberelz, Retterath, Wanderath (heute Ortsteil von Baar), Weiler und Welcherath.

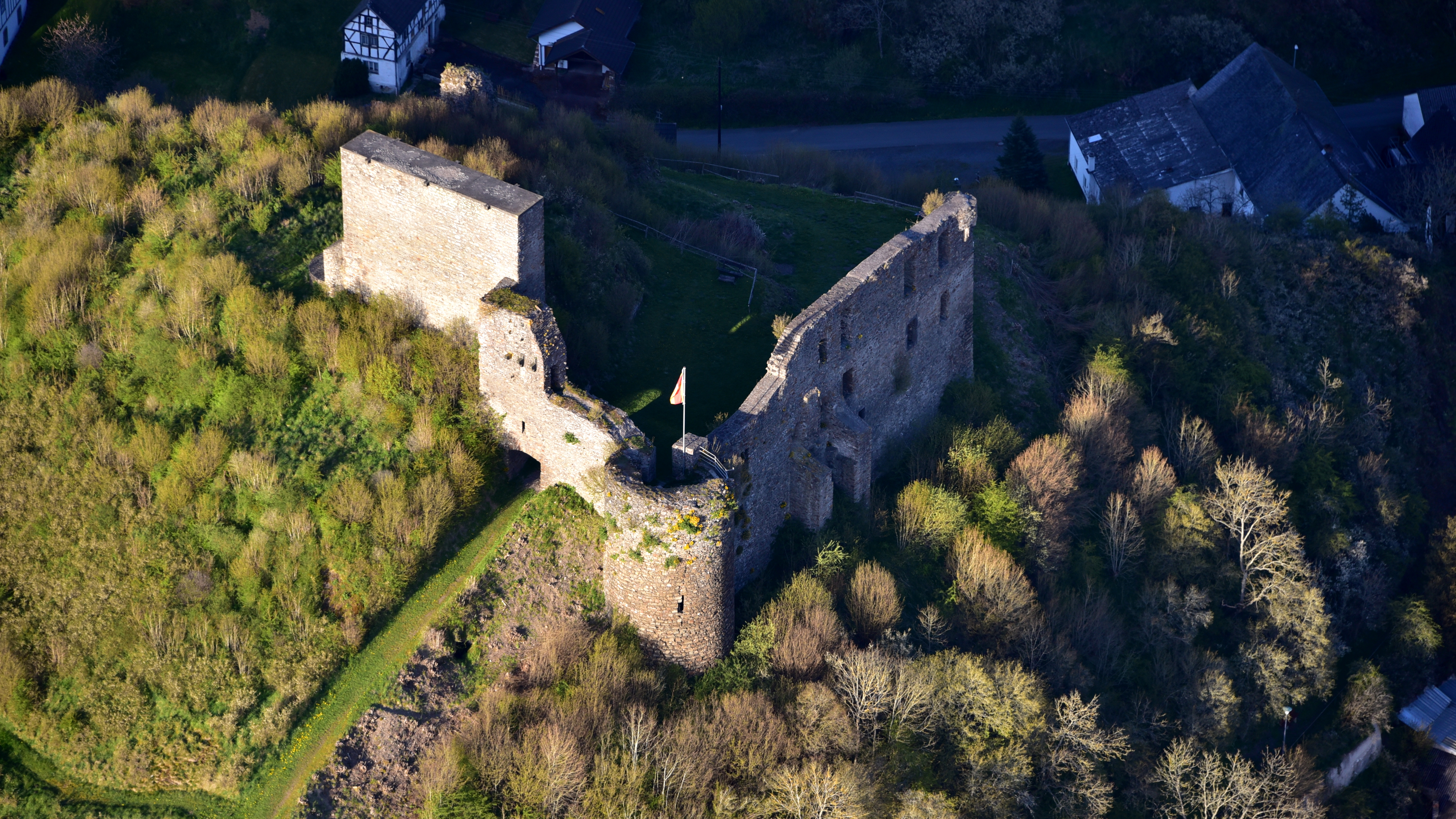
Burg Virneburg
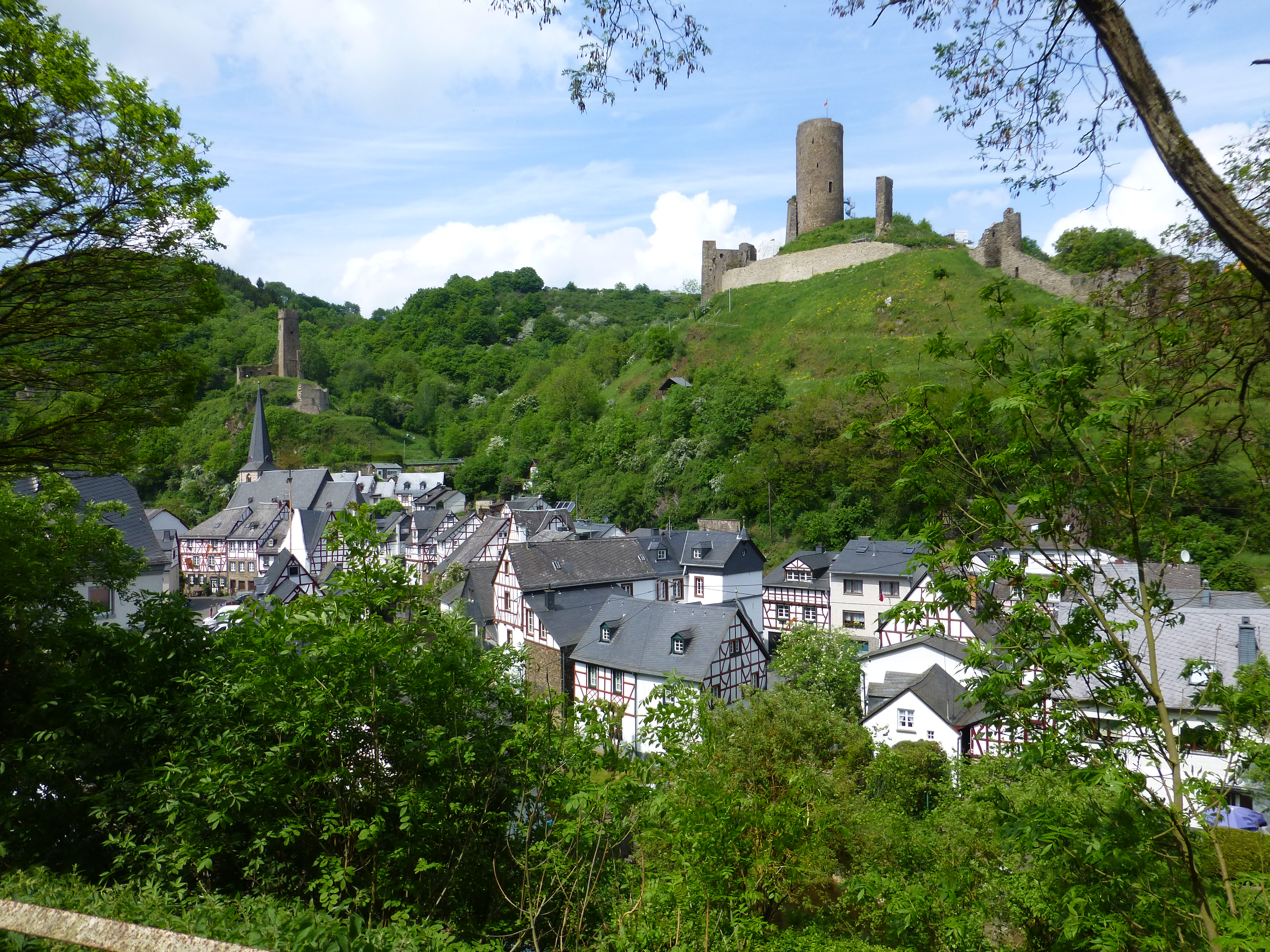
Burg Monreal
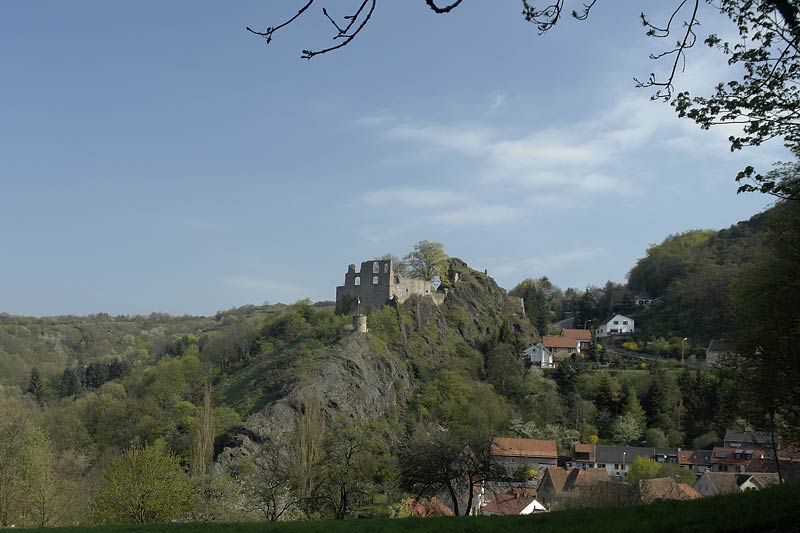
Burg Falkenstein (Pfalz)